# Асен Карастоянов
Асен Карастоянов (3 червня 1893, Самоков, Болгарія — 8 вересня 1976, Софія, Болгарія) — болгарський композитор, диригент, педагог, музичний теоретик. 

## Життєпис
Навчався грі на флейті в Музичному училищі Софії, продовжив музичну освіту в Берліні у Пауля Юона і в Лейпцигу у Гюнтера Рафаеля. У Парижі вивчав композицію у Поля Дюка в Нормальній школі музики і контрапункт у Поля Ле Флема в Schola Cantorum. 
З 1933 викладав у Державній музичній академії в Софії, з 1944 — професор по класу поліфонії. Автор музично-сценічних, хорових, симфонічних та інструментальних музичних творів, масових пісень, книг і підручників з теорії музики. Автор книги «Поліфонічна гармонія».